# تاكاو ساكاموتو
تاكاو ساكاموتو (باليابانية: 阪本孝男؛ بالكانا: さかもと たかお) هو منافس ألعاب قوى ياباني، ولد في 19 ديسمبر 1958 في غونما في اليابان.

## وصلات خارجية
- تاكاو ساكاموتو على موقع الاتحاد الدولي لألعاب القوى (الإنجليزية)
- تاكاو ساكاموتو على موقع أوليمبيديا (الإنجليزية)